# Ступин, Георгий Владимирович
Георгий Владимирович Ступин (1860—?) — русский военачальник, генерал-лейтенант.

## Биография
Георгий Ступин родился 22 июня 1860 года в православной семье.
Образование получил в 3-й Харьковской гимназии.
В военную службу вступил 23 сентября 1877 года. Участник русско-турецкой войны 1877—1878.
Окончил Киевское пехотное юнкерское училище. Выпущен в 6-й пехотный Житомирский полк. Прапорщик (ст. 19.02.1883). Подпоручик (ст. 30.08.1884). Поручик (ст. 30.08.1888). Штабс-капитан (ст. 15.03.1899). Капитан (ст. 06.05.1900).
Участник русско-японской войны 1904—1905. Подполковник (пр. 1905; ст. 19.08.1904; за боевые отличия) 20-го Восточно-Сибирского строевого полка.
Полковник (пр. 1906; ст. 26.11.1906; за отличие). Командир 18-го пехотного Вологодского Короля Румынии полка (с 01.05.1910), с которым вступил в Первую мировую войну. Генерал-майор (пр. 12.12.1914; ст. 17.08.1914; за отличие в делах). На 18 апреля 1915 года — в том же чине командующий тем же полком. С 20 апреля 1915 года — командующий Сводной пехотной дивизией, вскоре был переведен на должность командующего 2-й пограничной Заамурской пехотной дивизией.
Генерал-лейтенант (пр. 20.10.1916; ст. 28.05.1916; за отличие в делах) с утверждением в должности начальника дивизии. Командир 7-го Сибирского армейского корпуса (25.10.1916-18.04.1917). В конце 1916 года Георгий Владимирович Ступин был назначен командиром 7-го Сибирского армейского корпуса. С 18 апреля 1917 года — командующий 9-й армией.
11 августа 1917 года был снят с командования и назначен в резерв чинов при штабе Одесского военного округа, а 5 октября этого же года был переведен в резерв чинов при штабе Киевского военного округа. Уволен от службы 27 октября 1917 года.
В 1918 году — командир Орденской (Георгиевской) дружины Сводного корпуса в гетманской армии. В ноябре-декабре 1918 года Георгий Владимирович Ступин находился в Киеве.

## Награды
- Награждён орденами Св. Георгия 4-й степени (13 февраля 1905) и 3-й степени (17 февраля 1915) — «За то, что в ночь с 5-го на 6-е октября 1914 г., начальствуя авангардом 5-й пехотной дивизии, невзирая на сильный ружейный, пулеметный и артиллерийский огонь противника, лично, с выдающимся искусством руководил переправой на левый берег р. Сан у Монастержа, занял противоположный берег реки, с исключительной стойкостью и мужеством отбил все ожесточенные атаки противника на переправившиеся части и тем способствовал успешной переправе остальных частей 5-й и 11-й пехотных дивизий».[1]
- Также был награждён орденами Св. Станислава 2-й степени с мечами (1905); Св. Анны 2-й степени с мечами (1905); Св. Владимира 4-й степени с бантом (1908); Св. Владимира 3-й степени (08.04.1914); Георгиевским оружием (11.04.1915); Св. Станислава 1-й степени с мечами (23.09.1915).